# Campionati del mondo di corsa campestre 2010
Il XXXVIII Campionato mondiale di corsa campestre si è disputato ad Bydgoszcz, in Polonia, il 28 marzo 2010 al Myślęcinek Park. Vi hanno preso parte 437 atleti in rappresentanza di 51 nazioni. Il titolo maschile è stato vinto da Joseph Ebuya mentre quello femminile da Emily Chebet.

## Nazioni partecipanti
Qui sotto sono elencate le nazioni che hanno partecipato a questi campionati (tra parentesi il numero degli atleti per ciascuna nazione):
- Algeria (12)
- Argentina (2)
- Australia (16)
- Azerbaigian (2)
- Bahrein (12)
- Belgio (1)
- Bielorussia (2)
- Botswana (5)
- Brasile (5)
- Bulgaria (1)
- Canada (13)
- Cina (3)
- Egitto (6)
- Eritrea (11)
- Estonia (1)
- Etiopia (24)
- Francia (18)

- Giappone (24)
- Gibilterra (2)
- Giordania (2)
- Gran Bretagna  (21)
- Iraq (4)
- Irlanda (2)
- Israele (4)
- Italia (10)
- Kazakistan (3)
- Kenya (24)
- Kuwait (3)
- Lesotho (2)
- Marocco (18)
- Messico (7)
- Norvegia (2)
- Nuova Zelanda (9)
- Paesi Bassi (1)

- Perù (1)
- Polonia (24)
- Portogallo (15)
- Qatar (5)
- Ruanda (1)
- Russia (6)
- Seychelles (2)
- Somalia (1)
- Spagna (19)
- Stati Uniti (24)
- Sudafrica (23)
- Sudan (4)
- Svizzera (1)
- Tagikistan (2)
- Tanzania (4)
- Tunisia (17)
- Uganda (16)

## Risultati

### Individuale (uomini seniores)
| Pos. | Atleta                    | Nazione | Tempo (m's") |
| ---- | ------------------------- | ------- | ------------ |
|      | Joseph Ebuya              | Kenya   | 33'00"       |
|      | Teklemariam Medhin        | Eritrea | 33'06"       |
|      | Moses Ndiema Kipsiro      | Uganda  | 33'10"       |
| 4º   | Leonard Patrick Komon     | Kenya   | 33'10"       |
| 5º   | Samuel Tsegay             | Eritrea | 33'27"       |
| 6º   | Ali Hasan Mahboob         | Bahrein | 33'28"       |
| 7º   | Richard Mateelong         | Kenya   | 33'29"       |
| 8º   | Paul Kipngetich Tanui     | Kenya   | 33'30"       |
| 9º   | Hosea Macharinyang        | Kenya   | 33'31"       |
| 10º  | Gebregziabher Gebremariam | Etiopia | 33'35"       |
| 11º  | Ahmad Hassan Abdullah     | Qatar   | 33'36"       |
| 12º  | Simon Bairu               | Kenya   | 33'42"       |

### Squadre (uomini seniores)
| Pos. | Atleta                                                                                     | Punti |
| ---- | ------------------------------------------------------------------------------------------ | ----- |
|      | Kenya Joseph Ebuya Leonard Patrick Komon Richard Kipkemboi Mateelong Paul Kipngetich Tanui | 20    |
|      | Eritrea Teklemariam Medhin Samuel Tsegay Kidane Tadese Kiflom Sium                         | 44    |
|      | Etiopia Gebregziabher Gebremariam Abera Kuma Hunegnaw Mesfin Azmeraw Bekele                | 66    |
| 4º   | Uganda                                                                                     | 87    |
| 5º   | Marocco                                                                                    | 110   |
| 6º   | Spagna                                                                                     | 150   |
| 7º   | Tanzania                                                                                   | 159   |
| 8º   | Bahrein                                                                                    | 169   |

### Individuale (uomini under 20)
| Pos. | Atleta                  | Nazione | Tempo (m's") |
| ---- | ----------------------- | ------- | ------------ |
|      | Caleb Ndiku             | Kenya   | 22'07"       |
|      | Clement Kiprono Langat  | Kenya   | 22'09"       |
|      | Japhet Kipyegon Korir   | Kenya   | 22'12"       |
| 4º   | Isiah Koech             | Kenya   | 22'24"       |
| 5º   | Moses Kibet             | Uganda  | 22'27"       |
| 6º   | Debebe Woldsenbet       | Etiopia | 22'28"       |
| 7º   | Gashaw Biftu            | Etiopia | 22'31"       |
| 8º   | Gideon Kipketer         | Kenya   | 22'33"       |
| 9º   | Gebretsadik Abraha      | Etiopia | 22'37"       |
| 10º  | Belete Assefa           | Etiopia | 22'41"       |
| 11º  | Charles Kibet Chepkurui | Kenya   | 22'44"       |
| 12º  | Nassir Dawud            | Eritrea | 22'48"       |

### Squadre (uomini under 20)
| Pos. | Atleta                                                                     | Punti |
| ---- | -------------------------------------------------------------------------- | ----- |
|      | Kenya Caleb Ndiku Clement Kiprono Langat Japhet Kipyegon Korir Isiah Koech | 10    |
|      | Etiopia Debebe Woldsenbet Gashaw Biftu Gebretsadik Abraha Belete Assefa    | 32    |
|      | Uganda Moses Kibet Timothy Toroitich Thomas Ayeko Alex Cherop              | 56    |
| 4º   | Eritrea                                                                    | 66    |
| 5º   | Marocco                                                                    | 121   |
| 6º   | Giappone                                                                   | 133   |
| 7º   | Sudafrica                                                                  | 157   |
| 8º   | Stati Uniti                                                                | 169   |

### Individuale (donne seniores)
| Pos. | Atleta                   | Nazione     | Tempo (m's") |
| ---- | ------------------------ | ----------- | ------------ |
|      | Emily Chebet             | Kenya       | 24'19"       |
|      | Linet Masai              | Kenya       | 24'20"       |
|      | Meselech Melkamu         | Etiopia     | 24'26"       |
| 4ª   | Tirunesh Dibaba          | Etiopia     | 24'38"       |
| 5ª   | Lineth Chepkurui         | Kenya       | 24'40"       |
| 6ª   | Margaret Wangari Muriuki | Kenya       | 24'42"       |
| 7ª   | Feyse Tadese             | Etiopia     | 25'03"       |
| 8ª   | Mamitu Daska             | Etiopia     | 25'03"       |
| 9ª   | Werknesh Kidane          | Etiopia     | 25'07"       |
| 10ª  | Hilda Kibet              | Paesi Bassi | 25'17"       |
| 11ª  | Shitaye Eshete           | Bahrein     | 25'20"       |
| 12ª  | Shalane Flanagan         | Stati Uniti | 25'20"       |

### Squadre (donne seniores)
| Pos. | Atleta                                                                       | Punti |
| ---- | ---------------------------------------------------------------------------- | ----- |
|      | Kenya Emily Chebet Linet Masai Lineth Chepkurui Margaret Wangari Muriuki     | 14    |
|      | Etiopia Meselech Melkamu Tirunesh Dibaba Feyse Tadese Mamitu Daska           | 22    |
|      | Stati Uniti Shalane Flanagan Molly Huddle Magdalena Lewy-Boulet Amy Hastings | 76    |
| 4ª   | Marocco                                                                      | 127   |
| 5ª   | Portogallo                                                                   | 127   |
| 6ª   | Regno Unito                                                                  | 140   |
| 7ª   | Giappone                                                                     | 150   |
| 8ª   | Australia                                                                    | 155   |

### Individuale (donne under 20)
| Pos. | Atleta                     | Nazione | Tempo (m's") |
| ---- | -------------------------- | ------- | ------------ |
|      | Mercy Cherono              | Kenya   | 18'47"       |
|      | Purity Cherotich Rionoripo | Kenya   | 18'54"       |
|      | Esther Chemtai             | Kenya   | 18'55"       |
| 4ª   | Faith Chepngetich Kipyegon | Kenya   | 19'02"       |
| 5ª   | Genet Yalew                | Etiopia | 19'03"       |
| 6ª   | Emebet Anteneh Mengistu    | Etiopia | 19'06"       |
| 7ª   | Nelly Chebet Ngeiywo       | Kenya   | 19'06"       |
| 8ª   | Afera Godfay               | Etiopia | 19'07"       |
| 9ª   | Alice Aprot Nawowuna       | Kenya   | 19'14"       |
| 10ª  | Tejitu Daba                | Bahrein | 19'14"       |
| 11ª  | Genzebe Dibaba             | Etiopia | 19'21"       |
| 12ª  | Merima Mohammed            | Etiopia | 19'26"       |

### Squadre (donne under 20)
| Pos. | Atleta                                                                                   | Punti |
| ---- | ---------------------------------------------------------------------------------------- | ----- |
|      | Kenya Mercy Cherono Purity Cherotich Rionoripo Esther Chemtai Faith Chepngetich Kipyegon | 10    |
|      | Etiopia Genet Yalew Emebet Anteneh Mengistu Afera Godfay Genzebe Dibaba                  | 30    |
|      | Uganda Annet Negesa Rebecca Cheptegei Viola Chemos Linet Chebet                          | 81    |
| 4ª   | Giappone                                                                                 | 98    |
| 5ª   | Regno Unito                                                                              | 105   |
| 6ª   | Stati Uniti                                                                              | 123   |
| 7ª   | Algeria                                                                                  | 197   |
| 8ª   | Canada                                                                                   | 202   |

## Medagliere
Legenda
     Paese ospitante
| Posizione | Paese       | Oro | Argento | Bronzo | Totale |
| --------- | ----------- | --- | ------- | ------ | ------ |
| 1         | Kenya       | 8   | 3       | 2      | 13     |
| 2         | Etiopia     | 0   | 3       | 2      | 5      |
| 3         | Eritrea     | 0   | 2       | 0      | 2      |
| 4         | Uganda      | 0   | 0       | 3      | 3      |
| 5         | Stati Uniti | 0   | 0       | 1      | 1      |
| Totale    | Totale      | 8   | 8       | 8      | 24     |